# Station Shanghai-Zuid

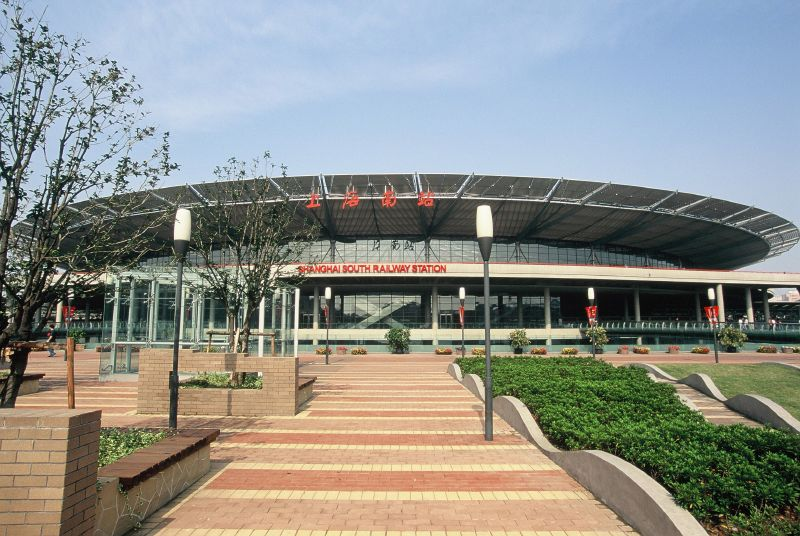
Het Shanghai South Railway Station

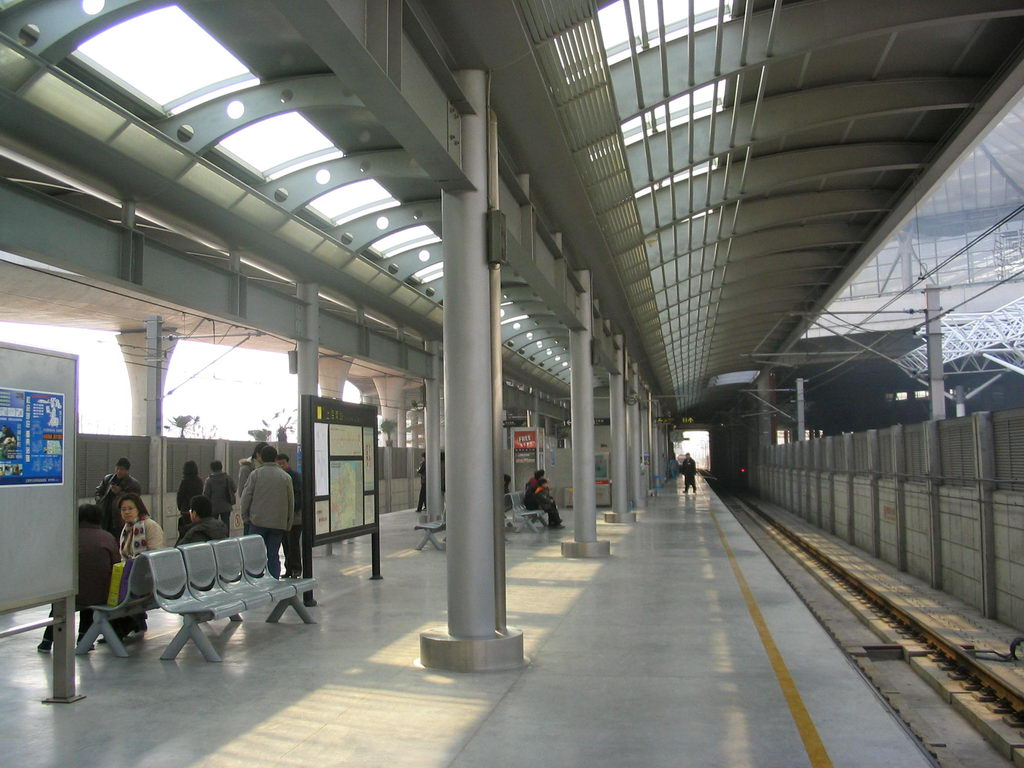
Een perron van het metrostation Shanghai-Zuid

Station Shanghai-Zuid (上海南站) is een station van de Chinese spoorwegen en een intermodaal knooppunt dat eveneens een station is van de metro van Shanghai. Het is gelegen in het zuiden van Puxi in het district Xuhui.
Het station werd geopend in 1908 en was de terminus van de spoorlijn naar Hangzhou. Shanghai-Zuid bedient de meeste treinen naar steden van Zhejiang (waaronder Hangzhou, Shaoxing, Ningbo, Jinhua en Wenzhou) en de zuidelijke provincies van China, met uitzondering van de Shanghai-Hongkong-route. Zonder een douane/immigratie-checkpoint is deze verbinding voorbehouden tot het station Shanghai.
Na een grondige renovatie die in 2006 werd voltooid, beschikt het station over een modern circulair ontwerp, de eerste in zijn soort ter wereld. Het station kan jaarlijks 15 miljoen passagiers verwerken.

## Metrostation
Het metrostation in het spoorwegstation is onderdeel van het zuidelijke deel van lijn 1 en het zuidelijke eindstation van de Parellijn (3). Sinds januari 2021 wordt het metrostation ook bediend door lijn 15.
Fujin Road · West Youyi Road · Bao'an Highway · Gongfu Xincun · Hulan Road · Tonghe Xincun · Gongkang Road · Pengpu Xincun · Wenshui Road · Shanghai Circus World · Yanchang Road · North Zhongshan Road · Station Shanghai · Hanzhong Road · Xinzha Road · People's Square · South Huangpi Road · South Shaanxi Road · Changshu Road · Hengshan Road · Xujiahui · Shanghai Indoor Stadium · Caobao Road · Station Shanghai-Zuid · Jinjiang Park · Lianhua Road · Waihuan Road · Xinzhuang

Lijnen van de metro van Shanghai: 1 · 2 · 3 · 4 · 5 · 6 · 7 · 8 · 9 · 10 · 11 · 12 · 13 · 14 · 15 · 16 · 17 · 18 · Pujiang Line
North Jiangyang Road · Tieli Road · Youyi Road · Baoyang Road · Shuichan Road · Songbin Road · Zhanghuabang · Songfa Road · South Changjiang Road · West Yingao Road · Jiangwan Town · Dabaishu · Chifeng Road · Hongkou Football Stadium · Dongbaoxing Road · Baoshan Road · Station Shanghai · Zhongtan Road · Zhenping Road · Caoyang Road · Jinshajiang Road · Zhongshan Park · West Yan'an Road · Hongqiao Road · Yishan Road · Caoxi Road · Longcao Road · Shilong Road · Station Shanghai-Zuid

Lijnen van de metro van Shanghai: 1 · 2 · 3 · 4 · 5 · 6 · 7 · 8 · 9 · 10 · 11 · 12 · 13 · 14 · 15 · 16 · 17 · 18 · Pujiang Line